# ティヴォリ
ティヴォリ（伊: Tivoli）は、イタリア共和国ラツィオ州ローマ県にある都市で、人口約55,000人の基礎自治体（コムーネ）。ローマの東約30kmに位置する。
古代ローマ時代から保養地として知られ、ハドリアヌス帝や多くの貴族たちによって別荘（ヴィラ）が営まれた。ヴィッラ・デステ（エステ家の別荘）とヴィッラ・アドリアーナ（ハドリアヌスの別荘）のふたつが、ユネスコの世界遺産に登録されている。また、多くの芸術家によって、この地を題材にした作品が作られている。
日本語文献では「チボリ」などの表記もされる（#名称節参照）。

## 名称
イタリア語での発音はティーヴォリが近いが、ティヴォリの他、チボリ、ティボリなどと表記されることも多い（本項での表記は便宜上「ティヴォリ」に統一する）。

## 地理

### 位置・広がり
ローマ県東部に位置するコムーネで、ローマ中心部の東北東約28kmに位置する。フロジノーネからは北西へ約58km、ラクイラからは南西へ約66kmの距離にある。

#### 隣接コムーネ
隣接するコムーネは以下の通り。
- マルチェッリーナ - 北
- サン・ポーロ・デイ・カヴァリエーリ - 北東
- ヴィコヴァーロ - 北東
- カステル・マダーマ - 東
- サン・グレゴーリオ・ダ・サッソラ - 南東
- ローマ - 西
- グイドーニア・モンテチェーリオ - 北西

### 地勢
市内をアニエーネ川が流れる。ラテン語でアニオ川と呼ばれたこの川は、テヴェレ川の支流のひとつであり、古代ローマの水道の水源として利用された。アニエーネ川の滝の景勝は、ティヴォリを有名なものにしている。

### 気候分類・地震分類
ティヴォリにおけるイタリアの気候分類 (it) および度日は、zona D, 1580 GGである。
また、イタリアの地震リスク階級 (it) では、zona 2B (sismicità media) に分類される。
- 19世紀のティヴォリの写真
- ヴィッラ・グレゴリアナ (en) にある大滝 (La grande cascata)

## 歴史

### 創設

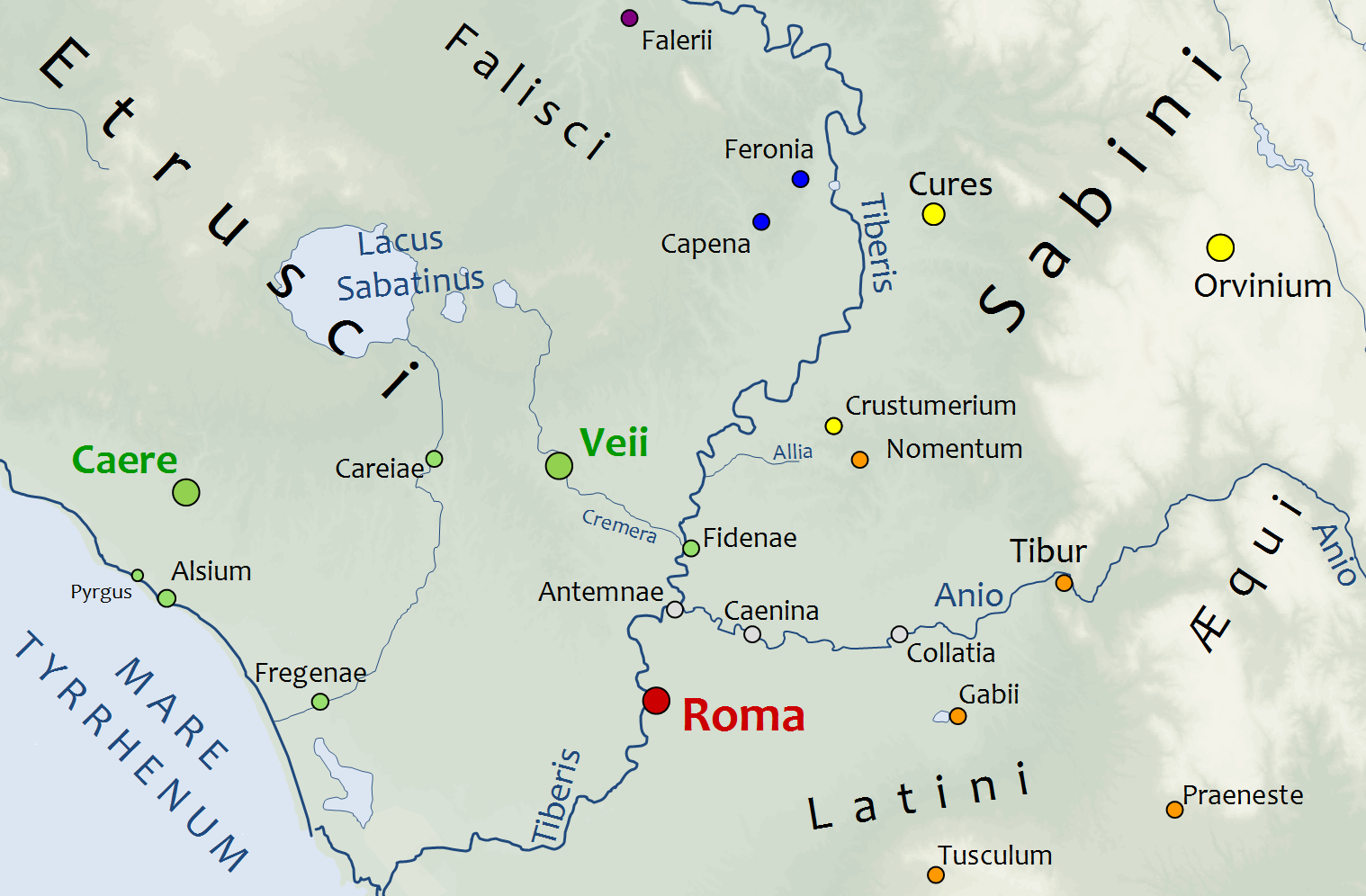
ローマと周辺の都市

古代ローマ（3世紀頃）の文筆家ガイウス・ユリウス・ソリヌスは、マルクス・ポルキウス・カト・ケンソリウス（大カト）の散逸した著作から、ティヴォリの創設にかかわる以下のような記述を引用している。
ティブル（Tibur）の町は、アムピアラーオスの子カティッルスによって創設された。彼はテーバイでの虐殺を逃れてここへやってきたのである。カティッルスと三人の息子たち、ティブルトゥス、コラス、そして父と同名のカティッルスらは、アニエネ台地からシケル人を追放し、ティブルトゥスの名にちなみ町をティブルと名付けた。
ウェルギリウスは『アエネイス』の中で、コラスとカティッルスの兄弟を、トゥルヌス王（主人公アエネーアースの敵役）を助けるティブル出身の軍事指導者として描いた。
歴史的根拠によると、ティブルはむしろアルバ・ロンガの植民都市であった。この一帯にある定住地の歴史的な痕跡は、紀元前13世紀に遡る。
エトルリア時代のティブルはサビニ人の都市で、シビュラが定住していた（ティブルのシビュラ）。滝の上には2つの小神殿があり、伝統的なロトゥンダの神殿には女神ウェスタを祀っていた。長方形の神殿には、マルクス・テレンティウス・ウァロがアルブネア（水のナイアード）と呼んだ巫女が祀られていた。近くの森には、ファウヌスの神聖な森があった。
古代ローマ時代のティブルはその重要性を保った。アブルッツォへ向かうアペニン山脈の山岳地帯を縦断しなければならなかったローマ人たちが、必ず通る途上にあった（ウァレリア街道からの延長道路であるティブルティーナ街道）。アブルッツォには、古代ローマの宿敵であったサビニ人、ウォルスキ族、サムニウム人が住んでいた。

### 古代ローマ時代

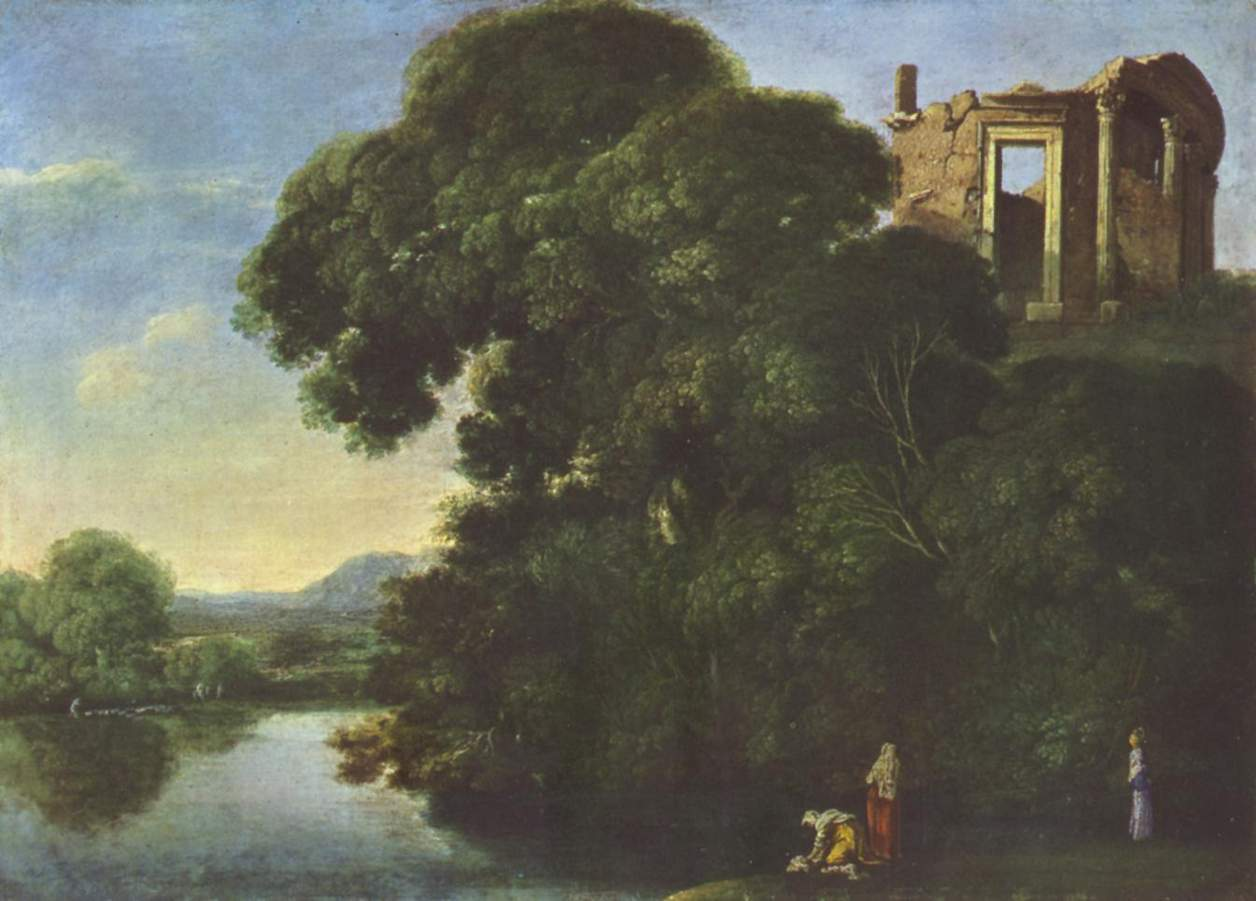
ウェスタ神殿をのぞむ風景、アダム・エルスハイマー画、17世紀

初期はローマの独立した同盟都市として、ティブルは紀元前361年にガリア人と同盟した。この時代の防御壁が痕跡として残っている。しかし紀元前338年、ティブルはローマに敗退し併合された。
その後はローマの同盟市であったが、同盟市戦争を経てティブルは紀元前90年にローマ市民権を獲得し、その美しさと良質の水資源からリゾート地となり、多くのローマ人別荘が建てられて華やかであった。
最も有名な別荘の一つが、遺跡の残るヴィッラ・アドリアーナである。また、ローマ帝国初代皇帝アウグストゥスとその腹心であったガイウス・マエケナスは共にティブルに別荘を所有していた。マエケナスより援助を得ていた詩人ホラティウスはこぢんまりとした別荘を構えていた。彼とガイウス・ウァレリウス・カトゥルス、スタティウスは全員それぞれの詩の中でティブルについて言及している。
273年にローマとの戦争に敗れて捕虜となったパルミラ帝国のゼノビアはアウレリアヌス帝によってこの地に住居をあてがわれていた。2世紀のヘラクレス神殿が現在発掘されている。現在のディアッツァ・デル・ドゥオモは、ローマ時代の公共広場の上にある。

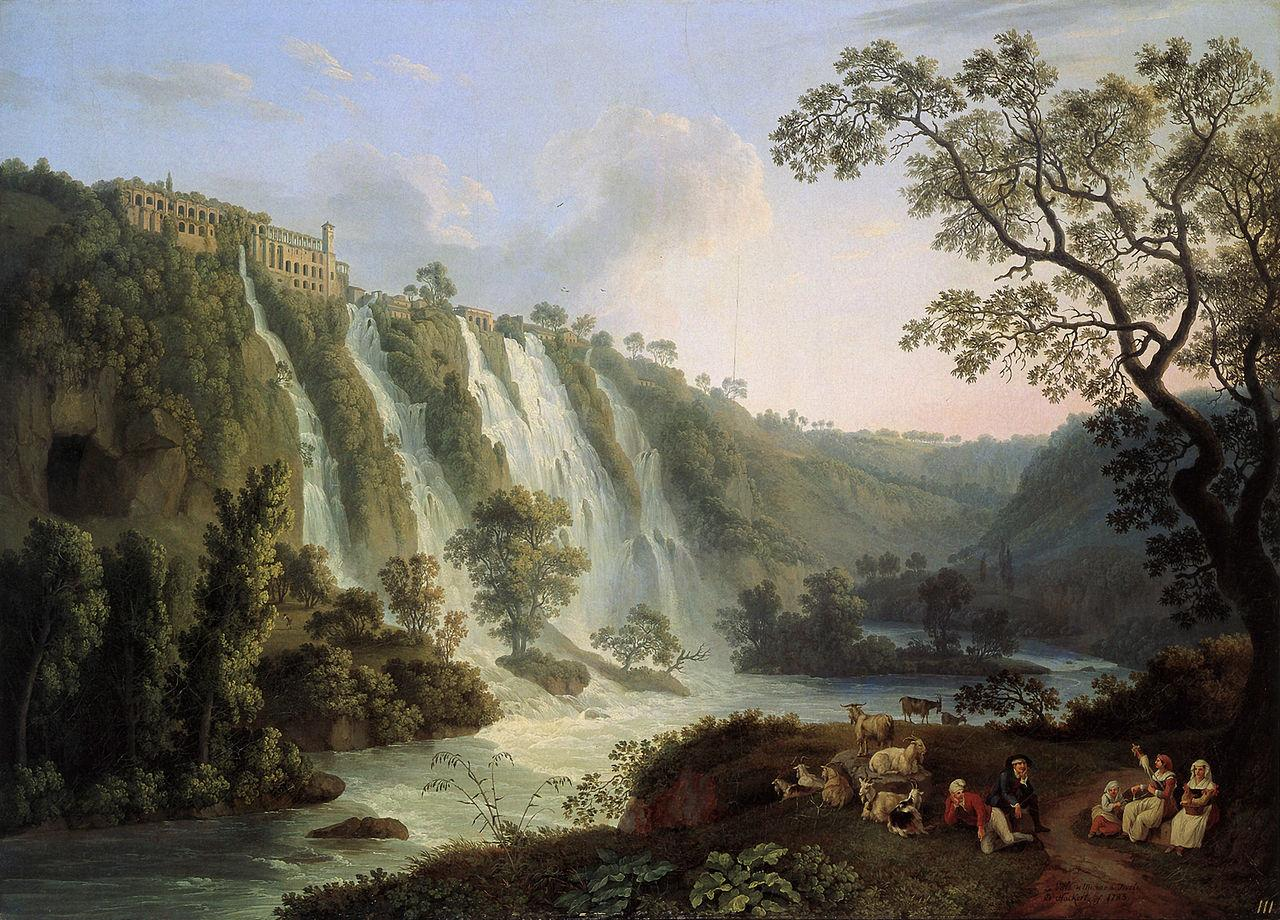
"Villa des Maecenas mit den Wasserfällen in Tivoli"、『ティブル（ティヴォリ）のマエケナス別荘』、ドイツ人画家ヤコブ・フィリップ・ハッケルトによる1783年の作

市の名前としては、ティブルに指小辞をつけたティブリ（Tiburi）が用いられるようになり、それがティボリ（Tibori）、Tiboliへ移り変わり、最終的にティヴォリ（Tivoli）となった。しかし、住民は今も自分たちをティブルティーニ（Tiburtini）と呼び、ティヴォレージ（Tivolesi）とは呼ばない。
547年、ゴート戦争（Gothic War）の過程で、市は東ローマ帝国の将軍ベリサリウスによって防備された。しかし、のちに東ゴート王トーティラ軍によって破壊された。戦後は東ローマ従属の公国となり、後に教皇領に加えられた。イタリアがカール大帝に征服された後、ティヴォリは皇帝の代理人である伯爵の領土となった。

### 中世
10世紀以降のティヴォリは、選挙制の執政に治められる独立したコムーネとして、零落した中央ラツィオを勢力下におく戦いにおいてローマの恐るべき競争相手となっていた。神聖ローマ皇帝オットー3世は1001年にティヴォリを征服し、教皇領の元におかれた。しかし、ティヴォリは15世紀まで自治同様の状態を維持していた。都市の強力さを象徴するのは、アレンゴ城、トーレ・デル・コムーネ、サン・ミケーレ教会などこの時代に建てられた建造物である。同様に新たな市壁が増加する人口によって拡張された（1155年に認可された）。コムーネ内部の激動のかたみには、現在も見られる塔のある家、ヴィコロ・デイ・フェッリ、ヴィア・ポステラ、ヴィア・デル・セミナリオ、ヴィア・デル・コッレなどがある。
13世紀、ローマの立法機関はティヴォリ市に朝貢を課し、地元出身の執政とともに連合したうえで、市を治める伯爵を任命する権利を与えた。14世紀、ティヴォリはゲルフ（皇帝）側について、対立教皇クレメンス7世に対抗するウルバヌス6世を強力に支援した。ナポリ王ラディズラーオ1世は、有名なコンドッティエーレのブラッチョ・ダ・モントーネ（en:Braccio da Montone）と同様、二度ティヴォリから反撃された。 

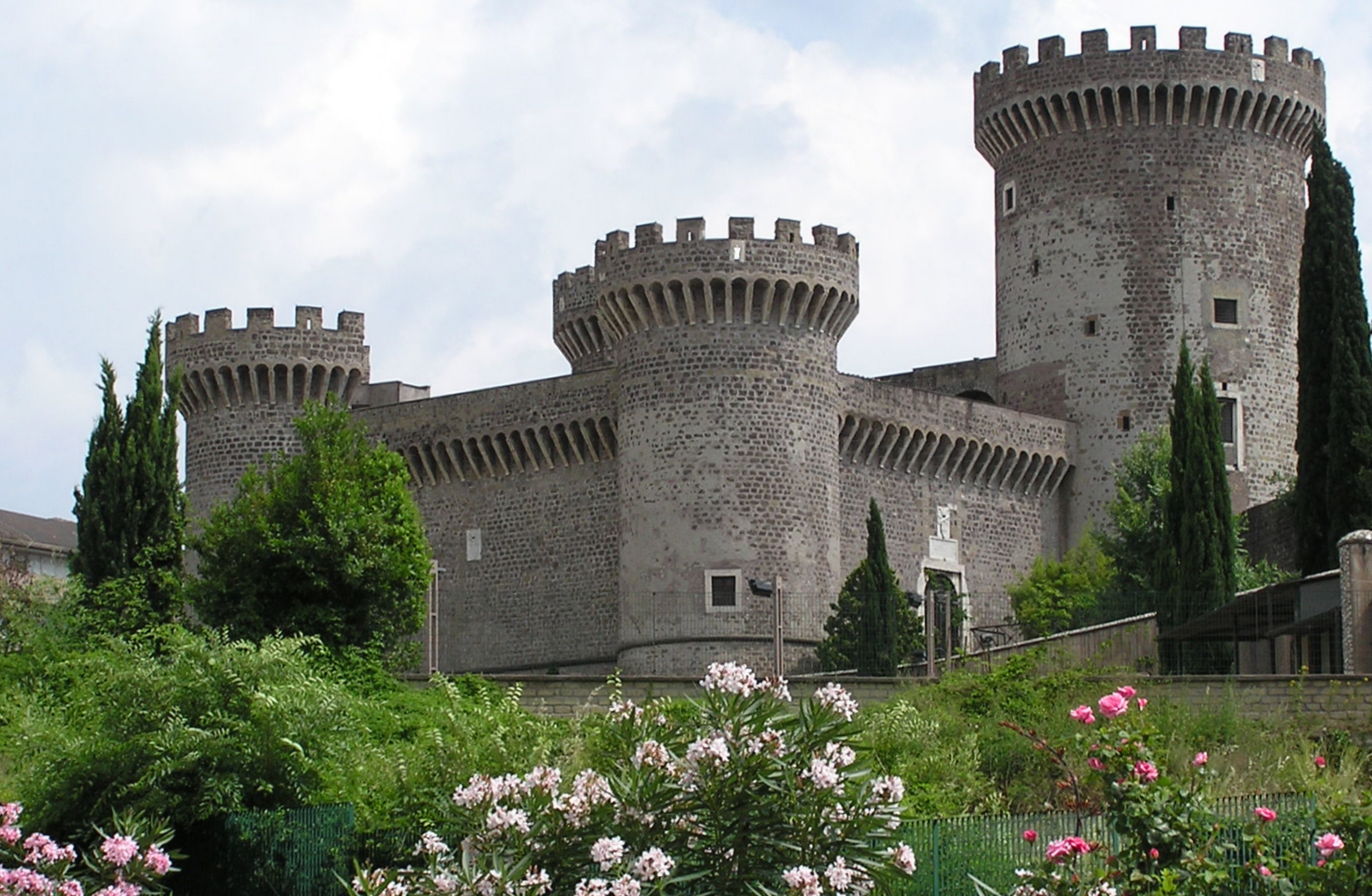
ピウス2世によって1461年に建てられたロッカ・ピーア城

### ルネサンス期
ルネサンスの間、教皇と枢機卿らはローマへの自らの華やかな計画に限界をもうけず、ティヴォリにも自身の邸宅を建てた。1461年、ピウス2世はどっしりとしたロッカ・ピーア城を建てた。常に騒々しい民衆から己を守るためであり、ここに永久不滅の教皇の権力の象徴として示したのだった。
16世紀から、ティヴォリにはさらに別荘建設が進められた。最も有名な別荘は、1549年にピッロ・リゴーリオがイッポーリト2世・デステ枢機卿（アルフォンソ1世・デステの実弟）のため建て始めたヴィッラ・デステである。後期マニエリスムの有名な画家、リヴィオ・アグレスティ（フォルリ派）、タッデオ・ツッカリ兄弟の手によるフレスコ画で豊富に装飾されていた。1527年、ティヴォリは神聖ローマ皇帝カール5世とコロンナ家の支持者らに略奪を受け、この攻撃の最中に重要な芸術作品が破壊された。1557年、再びティヴォリは教皇パウルス4世との戦いにのぞんでいたアルバ公フェルナンド・アルバレス・デ・トレドに占領され、1744年にはオーストリア軍に占領された。
1835年、教皇グレゴリウス16世はヴィッラ・グレゴリアーナを建てた。アニエーゼの滝周囲を中心とする別荘施設である。これらはモンテ・カティッロの中のトンネルを通ってつくられた。

### 現代
1944年、ティヴォリは連合国側の空爆で甚大な被害を受け、イエズス会派教会の全体を破壊された。
ティヴォリの名声は、洗練されたリゾート地として、国内外に知れ渡っている。

## 行政

### 山岳部共同体
広域行政組織である山岳部共同体「モンティ＝サビニ・ティブルティーニ・コルニコラニ・エ・プレネスティーニ山岳部共同体」 (it:Comunità montana dei Monti Sabini, Tiburtini, Cornicolani e Prenestini) の事務所所在地であるが、ティヴォリはこの山岳部共同体には含まれない。以下のコムーネが含まれる。
- カプラーニカ・プレネスティーナ、カザーペ、カステル・マダーマ、カステル・サン・ピエトロ・ロマーノ、チチリアーノ、マルチェッリーナ、モンテフラーヴィオ、モントーリオ・ロマーノ、モリコーネ、ネーロラ、パロンバーラ・サビーナ、ピゾニアーノ、ポーリ、ロッカ・ディ・カーヴェ、サンタンジェロ・ロマーノ、サン・グレゴーリオ・ダ・サッソラ、サン・ポーロ・デイ・カヴァリエーリ、サン・ヴィート・ロマーノ

### 分離集落
ティヴォリには、以下の分離集落（フラツィオーネ）がある。
- Campolimpido, Favale, Martellona, Tivoli Terme, Villa Adriana

## 経済

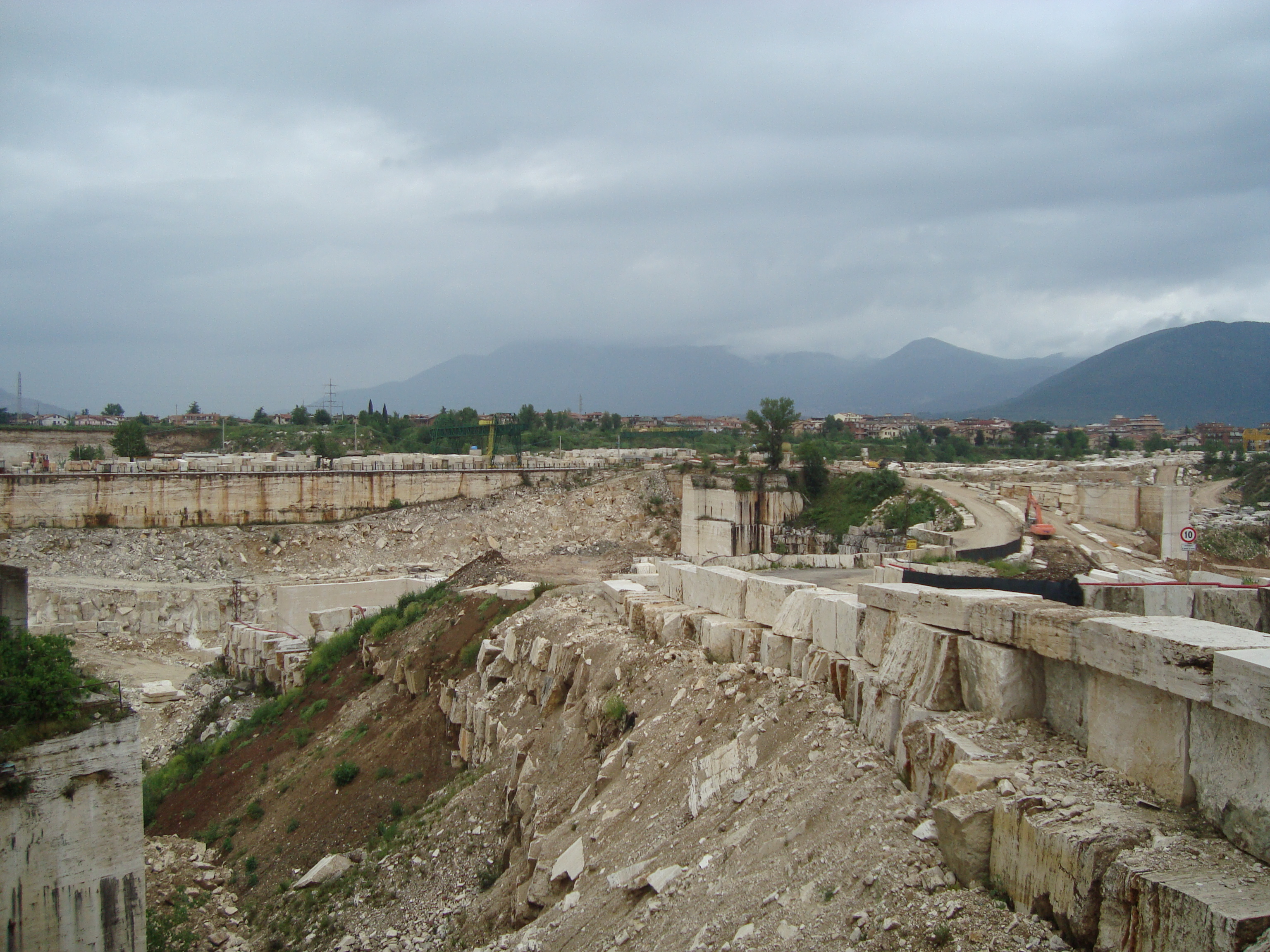
（トラバーチンの採石場

湧泉や地下水内の炭酸カルシウム（石灰）成分が沈殿して生成される、平行な縞状の細孔を持つ緻密な白い石材（トラバーチン）の生産で知られる。チボリ産のものはとくに「トラベルティーノ・ロマーノ」(Travertino Romano) という石材名で有名であり、古代ローマの建築物に使用されてきた。「トラベルティーノ」という名は、ラテン語で「チボリの石」を意味する「ラピス・ティブルティヌム」(Lapis Tiburtinum) に由来し、日本で使われている「トラバーチン」はその英語読みから来ている。
滝の水力発電はローマに供給されている。近郊の丘陵地帯はオリーブ林、ブドウ園、果樹園に覆われている。最も重要な地元産業は、製紙産業である。

## 姉妹都市（親善都市）
- 湯河原町 （日本・神奈川県）

## 文化・観光

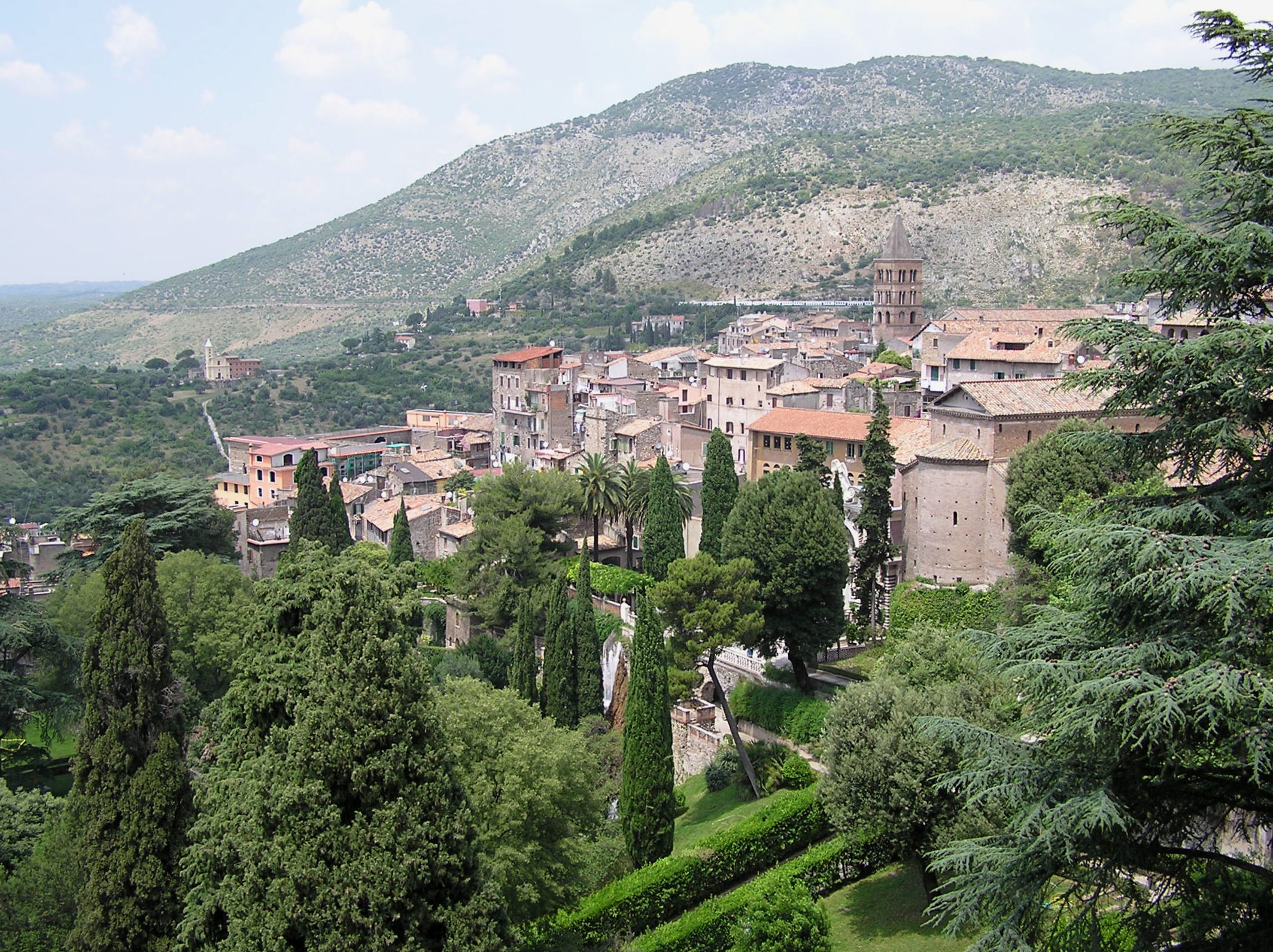
ヴィッラ・デステから眺めたティヴォリ

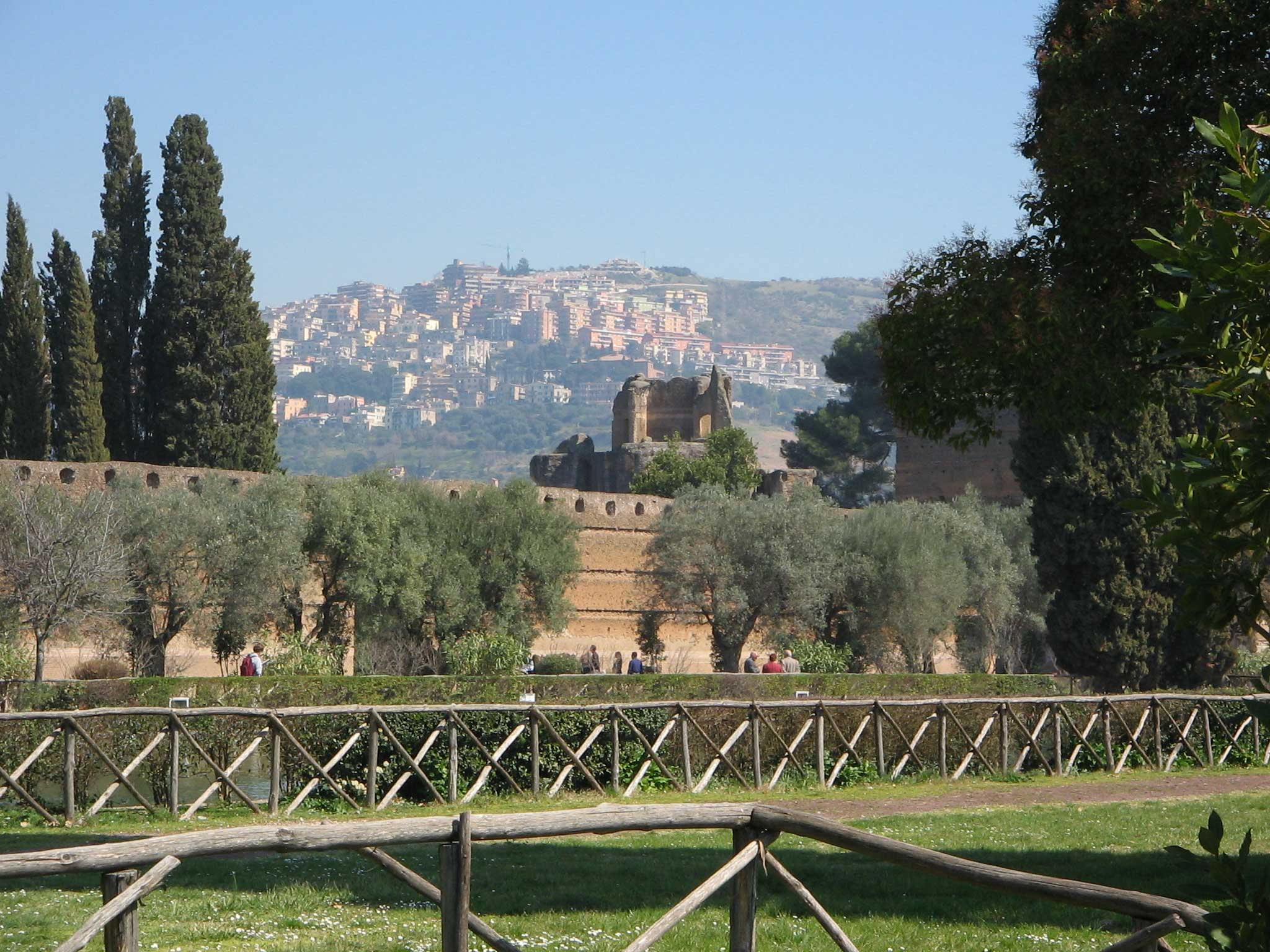
新市街から見たヴィッラ・アドリアーナ

古代から、皇帝ハドリアヌスや多くの貴族達の別荘が創られてきたことからもわかるように、独特の優美さと神秘的で夢想的なロマンス漂う牧歌的な美しき地である。緑豊かで穏やかな空気が流れており、タイムスリップしたかのような感覚を満喫することも出来るため、「ローマからの小旅行」として旅行する人たちも多い。
優れた芸術家達が、自身のコラージュ作品、写真作品、文章作品（詩や小説）、絵画作品、映像作品、音楽作品などで、
このティヴォリの地からインスピレーションを得たものを創作・表現し，発信して来ている。
- ヴィッラ・アドリアーナ - ハドリアヌスの別荘。ユネスコ世界遺産。
- ヴィッラ・グレゴリアーナ
- ヴィッラ・デステ - エステ家の別荘。ユネスコ世界遺産。
- ロッカ・ピーア城（it:Rocca Pia (Tivoli)）
- ローマ(ブレーソの)円形劇場(Anfiteatro Romano o di Bleso)
- グレゴリアーノ橋(Ponte Gregoriano)

## 交通

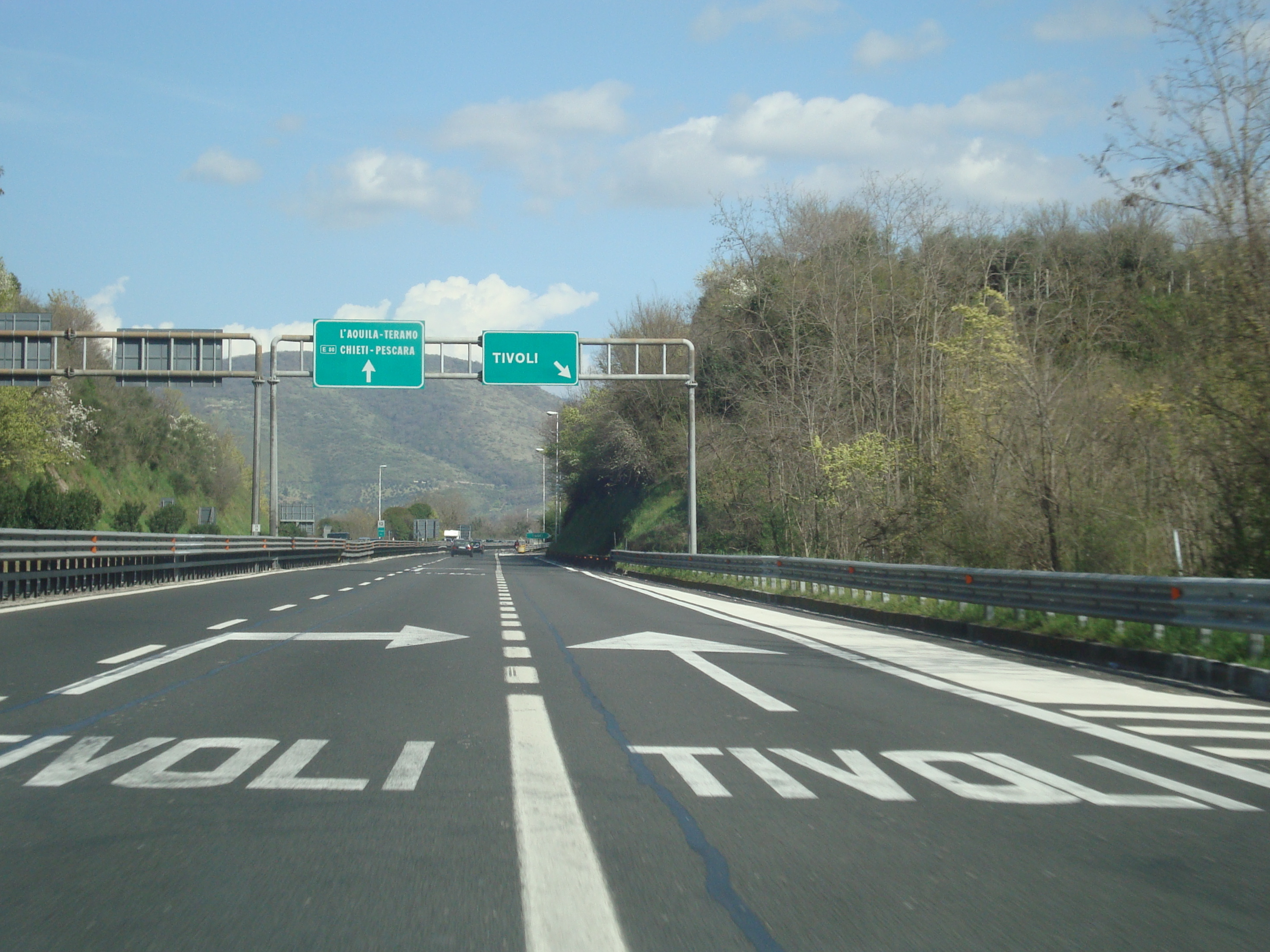
A24

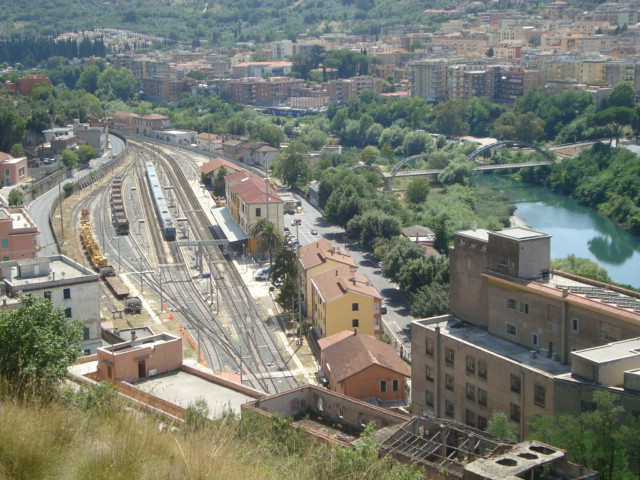
ティーヴォリ駅

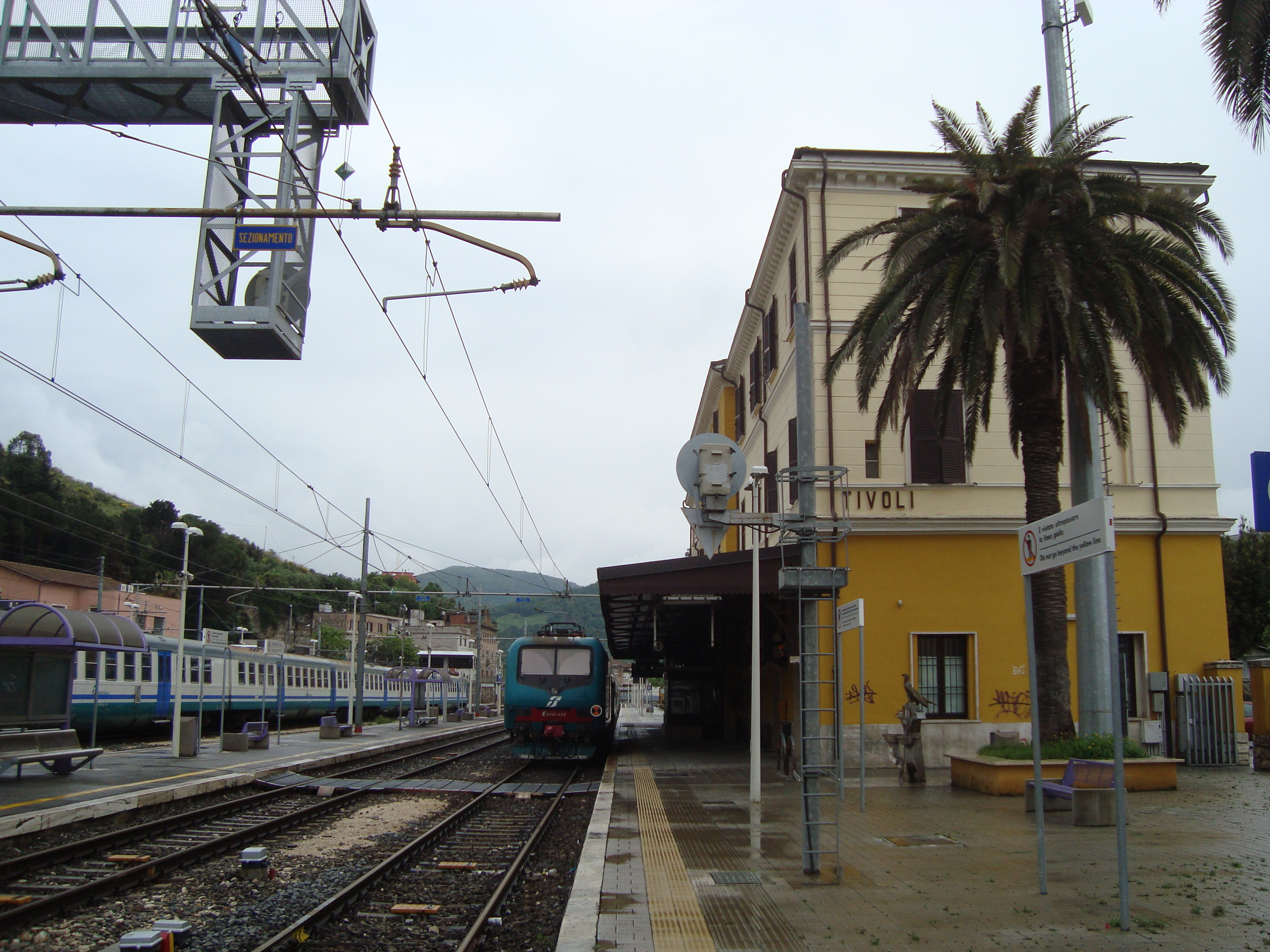
ティーヴォリ駅

### 道路
高速道路（アウトストラーダ）
- アウトストラーダ A1
〔ミラノ - フィレンツェ - ローマ北 - グイドーニア〕 - A24との交差 - 〔ローマ南 - アナーニ - ナポリ〕
- アウトストラーダ A24
〔ローマ - 〕A1との交差 - ティヴォリ出入口 - 〔ラクイラ - テルニ〕

市域南西部（バーニ・ディ・ティーヴォリ南方）で、南北に走るA1と東西に走るA24が交差する。A24にティーヴォリ出入り口がある。
国道・主要道路
- SR5 (it:Strada statale 5 Via Tiburtina Valeria) 
〔ローマ〕 - ティヴォリ - 〔ヴィコヴァーロ - アヴェッツァーノ - ペスカーラ〕

### 鉄道
トレニタリア (FS)
- ローマ＝スルモーナ＝ペスカーラ線 (it:Ferrovia Roma-Sulmona-Pescara) 
バーニ・ディ・ティーヴォリ駅 (it:Stazione di Bagni di Tivoli)  - 〔グイドーニア - マルチェッリーナ〕 - ティーヴォリ駅 (it:Stazione di Tivoli)

ローマ・ティブルティーナ駅を起点とするローマ＝スルモーナ＝ペスカーラ線は、市域南西部のバーニ・ディ・ティーヴォリ駅から北へグイドーニア・モンテチェーリオに迂回し、ティーヴォリ駅を経て東へ向かう。この路線のローマ・ティーヴォリ間は、ラツィオ州の鉄道運行網 FL2（旧称 FR2） (it:FL2 (ferrovia regionale del Lazio)) である。

## 人物

### 著名な出身者
- ルキウス・ムナティウス・プランクス - 古代ローマの政治家、執政官。
- ヨハネス9世 - 9世紀のローマ教皇。
- チボリのプラト - 12世紀の数学者・天文学者・翻訳家。バルセロナで活動。
- ジュリオ・カッチーニ - ルネサンス期からバロック期にかけての作曲家。ローマ生まれとの説もあり。
- エミリオ・セグレ - 20世紀の物理学者。ノーベル物理学賞受賞。
- リトル・トニー（英語版） - 歌手。

## ティヴォリの名を冠するもの
- デンマークの首都コペンハーゲンにあるチボリ公園は、1843年に開設された遊園地である。日本の岡山県倉敷市にあった倉敷チボリ公園（1997年開園、2008年閉園）は、デンマークのチボリ公園をモデルとしていた。
- 兵庫県宝塚市にはかつて温泉施設「宝塚チボリ カラカラテルメ」（2009年閉館）があった。「宝塚チボリ」の名称はその後も同一運営会社によるゴルフセンターなどが用いている。